# Christian Schad
Pour les articles homonymes, voir Schad.
Christian Schad, né à Miesbach, dans le royaume de Bavière le 21 août 1894 et mort à Stuttgart le 25 février 1982  est un peintre et photographe allemand.

## Biographie
Issu d'une famille libérale et aisée, Christian Schad étudie la musique et les beaux-arts et décide de devenir peintre à 18 ans. Il s'inscrit à l'académie de Munich où il suit les cours de paysages et de nus. Ses parents qui soutiennent sa vocation, lui permettent d'occuper un atelier dans le quartier bohème Schwabing, à Munich.
Ses premiers tableaux sont influencés par l'expressionnisme.
Mobilisé dans l'infanterie en août 1914, il obtient d'être réformé avec l'aide d'un ami médecin. Il quitte l'Allemagne pour Zurich où il arrive en août 1915. Il rencontre les dadas Jean Arp, Hugo Ball, Emmy Hennings et Walter Serner. Avec ce dernier, il crée un périodique, Sirius, dont la tonalité se veut moins destructrice que le mouvement Dada. Pour Serner, toute recherche intellectuelle, quelle que soit l'époque et ses travers, est respectable, et Hugo Ball et Richard Huelsenbeck sont considérés comme des « rebelles juvéniles ».
En novembre 1916, Schad s'installe à Genève. En 1919, il commence d'exposer des déchets, des fragments de papier ou de tissu et divers objets arrangés sur des feuilles de papier photosensible au soleil. Il obtient des photos conçues comme des « collages immatériels » qu'il appelle « compositions photographiques ».
Adepte du hasard, de la récupération de matériau et du détournement de la fonction première des objets, tout comme les dadas, il élabore, avec les « compositions », des reliefs de bois aux formes irrégulières et aux couleurs vives.
Toujours avec Walter Serner, il organise le premier congrès mondial Dada au début de 1920 qui propose plusieurs expositions et un « Grand Bal Dada ».
En mars 1920, Schad retourne en Allemagne, après avoir envoyé à Paris, ses compositions photographiques à Tristan Tzara qui en reproduit une dans Dadaphone N°7. C'est Tzara qui, à l'occasion d'un prêt au Museum of Modern Art, baptise les œuvres « Schadographies ».
Effrayé par la situation économique et sociale de l'Allemagne, Schad s'installe en Italie. Il se met à peindre dans un style réaliste qui fait école sous l'appellation de « nouvelle objectivité ».
Installé à Berlin en 1927, sa renommée commence à grandir. Le 1er Mai 1933 Christian Schad devient membre du Parti national-socialiste des travailleurs allemands sous le numéro 2.645.200,. Il participe en 1937 à la Grande exposition d'art allemand qui a été organisée à huit reprises entre 1937 et 1944 dans la Maison de l'art allemand à Munich (Haus der Kunst), édifiée spécialement pour cet événement. Deux peintures intitulées "Isabella" et "Paysage parisien" figurent dans cette exposition qui reflétait l'esthétique artistique prônée par le régime national-socialiste.
Dans les années 1960, il revient au photogramme. À sa mort, on a découvert un ensemble de plus de 180 « schadographies ».

## Schadographies
Trois artistes ont associé leur nom au procédé de photographie sans appareil : László Moholy-Nagy, Man Ray et Christian Schad. Selon Laurent Le Bon

« l'histoire a tranché depuis : nul n'oserait aujourd'hui contester l'antériorité de la démarche de Christian Schad. »

C'est à Genève, en 1919, probablement sous l'influence de son ami Walter Serner, qu'il obtient des images par simple superposition d'objets entre le papier photosensible et une source lumineuse. Maintenant sous une plaque de verre des fragments de tissu ou de papier ou encore des objets qu'il applique ensuite sur une feuille photosensible, il expose l'ensemble à la lumière naturelle avant de virer et de fixer l'image. De petite dimension, 8 × 6 cm, l'image obtenue est à nouveau redécoupée pour l' « affranchir de la convention du rectangle. »
Schad n'a pas inventé cette technique du photogramme, déjà expérimentée au XIXe siècle (Thomas Wedgwood, William Henry Fox Talbot, Anna Atkins) et connue sous d'autres appellations comme « dessin photogénique », « photocalque », « photo directe » ou « gravure naturelle » dont les applications étaient plutôt scientifiques, en botanique notamment.
Tzara aurait forgé le terme de « schadographie » en jouant sur le mot anglais shadow (ombre). Schad, qui, auparavant, ne connaissait rien à la photographie, s'est davantage appliqué aux résultats obtenus plus qu'à la technique elle-même, née de sa prédilection pour les petits objets et pour le « charme de l'inutile ». Les forts contrastes de noirs et de blancs ne sont pas sans rappeler les xylographies abstraites ou les reliefs en bois comme sa Composition en N.

## Œuvres (sélection)
- Oneirodynie en Jova, 1918, « schadographie »
- Transmission, 1919, peinture
- Analyse babylonienne, 1919, xylographie
- Composition en N, 1919, assemblage
- Composition en M, 1920, relief en bois
- Trépanation indienne. Maternité, 1920, relief en bois
- Le Comte Saint Genois d'Anneaucourt[7], 1926, huile sur bois, 86 × 63 cm, Centre Pompidou, Paris[8]
- Imperial Countess Triangi-Taglioni, 1926, portrait de Beatrice Triangi[9]
- Sonja, 1928, huile sur toile, 90 × 60 cm, Staatliche Museen zu Berlin[10]
- Portrait of Dr Haustein, 1928, huile sur toile, Museo Thyssen-Bornemisza, Madrid[11]